# Collisione tra Andromeda e la Via Lattea
La collisione tra Andromeda e la Via Lattea è un'ipotesi di collisione galattica, che potrebbe avere luogo tra circa 5 miliardi di anni, fra le due maggiori galassie del Gruppo Locale, la Via Lattea e la Galassia di Andromeda. Viene spesso usato come esempio del tipo di fenomeno associato alle collisioni nei simulatori. Come per tutti questi tipi di collisione, è molto improbabile che oggetti come le stelle contenute in ciascuna delle galassie interessate possano scontrarsi, poiché la distanza tra le singole stelle all'interno di una galassia è relativamente alta; per fare un esempio, la stella più vicina al Sole si trova infatti ad una distanza pari a trenta milioni di volte il diametro solare. Se si immagina il Sole delle dimensioni di una moneta, la moneta/stella più vicina si troverebbe a quasi 800 km di distanza. Se la teoria è corretta, le stelle e i gas contenuti nella Galassia di Andromeda saranno visibili ad occhio nudo fra circa tre miliardi di anni. Se la collisione avrà luogo, le due galassie si fonderanno l'una con l'altra.
Non vi è modo di sapere se la collisione avverrà per certo oppure no, studi recenti che hanno tenuto conto anche dei dati del satellite Gaia indicano che esiste una probabilità del 50% che non ci sarà nessuna collisione tra le due galassie nei prossimi 10 miliardi di anni. La velocità radiale della Galassia di Andromeda rispetto a quella della Via Lattea può essere misurata esaminando lo spostamento Doppler o le linee spettrali dalle stelle nella galassia, ma la velocità trasversa (o moto proprio, ossia la direzione effettiva) non può essere direttamente misurata. Per tal motivo, sebbene si sappia che la Galassia di Andromeda si avvicina alla nostra ad una velocità di circa 120 km/s, non si può prevedere con certezza se avverrà lo scontro oppure se le galassie si avvicineranno senza scontrarsi. La migliore stima indiretta della velocità indica un valore di meno di 100 km/s. Questo suggerisce che almeno l'alone galattico delle galassie, escludendo dunque i dischi, collideranno. Il satellite Gaia, una sonda inviata dall'ESA nel 2013, misurerà la posizione delle stelle della galassia di Andromeda con sufficiente precisione da poter rilevare la velocità trasversa.
Frank Summers, dello Space Telescope Science Institute, ha creato una visualizzazione CGI dell'evento, basato su ricerche condotte dalla Case Western Reserve University e dalla Harvard University.
Per la Galassia di Andromeda questo tipo di collisioni di grande portata non sarebbero una novità: si crede infatti che in passato la galassia abbia conosciuto nel corso della sua vita almeno un'altra collisione. Si è ipotizzato inoltre che il nostro Sistema Solare verrà espulso per qualche tempo dalla nuova galassia; un evento simile non dovrebbe avere effetti negativi sul sistema. Cambiamenti come ogni sorta di disturbo al Sole o ai pianeti stessi sono da considerarsi di possibilità remota anche perché in quel momento il Sole si sarà già avviato da tempo verso la fase di gigante rossa o si sarà già dissolto in una nebulosa planetaria.
Per la galassia gigante che ne risulterebbe da questo scontro sono stati proposti diversi nomi, tra cui Lattomeda.